# دبیرستان هنرهای نمایشی نیویورک
دبیرستان هنرهای نمایشی نیویورک (انگلیسی: High School of Performing Arts) هنرستانی در نیویورک بود که از سال ۱۹۴۷ تا ۱۹۸۴ به آموزش دانش‌آموزان مستعد در زمینه هنرهای نمایشی می‌پرداخت. این دبیرستان دانش‌آموزان سرشناسی داشته‌است: آل پاچینو، ارتا کیت، لایزا مینلی، جنیفر آنیستون، وینگ ریمز، لورین توسان و سوزان وگا. فیلم شهرت (۱۹۸۰) در این دبیرستان فیلمبرداری شد.